# Nequepso
Nequepso o Necepso, a veces, Nekepsos y Nejepsos, (griego antiguo: Νεχεψὼς Nekhepsṑs). Es mencionado como uno de los primeros reyes de la dinastía Saita XXVI en el Epítome de Manetón y gobernó durante seis años. Con todo, su estatus como rey no está confirmado por ningún documento contemporáneo y bien pudo ser una invención de los últimos gobernantes Saita para legitimar sus reinados. Manetón escribe que Nequepso supuestamente habría sucedido a Estefinates, fundador de la dinastía XXVI —quizás Tecnactis II— y habría sido sucedidopor el más conocido Necao I, padre de Psámetico I. Nequepso habría reinado como un rey Saíta local bajo la dinastía nubia entre el 678 a. C. y el 672 a. C. si hubiera sido un reino independente. En caso contrario habría sido simplemente un gobernador local de Sais que habría ocupado el cargo en un período previo a la ascensión al trono del rey Necao I.
Para el egiptólogo Kenneth Kitchen el reinado de Nequepso se habría prolongado una década más, de 6 a 16 años, aunque esta cantidad parece algo exagerada para un gobernante tan desconocido. Parece mucho más simple adoptar, al pie de la letra, la cifra mucho más corta de Manetón de solo seis años. Esto puede sugerir que solo pasó una pequeña cantidad de tiempo entre el reinado de Tecnactis II y la ascensión al trono de Necao I.
Es probable que Nequepso y Necao I fueran ambos hijos de Tecnactis II.

## Existencia dudosa
En 2002, Olivier Perdu publicó una estela de donación del año 2 recién descubierta cerca de Sebennitos que data del reinado de Necao I. Perdu reveló que es similar en estilo, forma y contenido con la estela de donación del año 8 de Shepsesre Tecnactis, por lo que sugirió que estos dos reyes saítas eran contemporáneos cercanos y que Tecnactis I habría gobernado Sais alrededor del 685 a. C.-678 a. C., justo antes Nequepso y Necao I, equiparándolo así con Tecnactis II. Los argumentos de Perdu son rechazados por muchos egiptólogos que critican los criterios epigráficos aplicados.
En 2011, Kim Ryholt asumió que el nombre de Nequepso se traduce como "Neco el Sabio" y que el nombre de Nequepso o Nechepsos se refiere a Necao II en su lugar. Ryholt sostuvo que no hubo un rey saíta independiente llamado Nequepso que interviniera entre Tecnactis II y Necao I. Ryholt también enfatizó que el argumento de Perdu antes mencionado sobre la similitud de los dos estelas (aunque Ryholt atribuyó la estela del año 8 a Tecnactis II); la atribución de 6 años a Nequepso separaría las dos estelas por un mínimo de siete años, mientras que si Nequepso no existiera, las dos estelas podrían haberse producido dentro de uno o dos años, ya que Necao I habría sido el inmediato sucesor de Tecnactis II.

## Astrología
A pesar de todas estas dudas acerca de su existencia y el cargo ejercido, también es frecuente encontrar atribuciones de su autoría sobre un tratado de astrología. A menudo es mencionado junto a Petosiris. La fuente de tal atribución es Vecio Valente que lo presenta «como autor individual de tratados astrológicos» y al que atribuye el uso de una «lengua mística» al mismo tiempo que «presenta su iniciación astrológica en forma de viaje celeste en el que se le revelan los movimientos de los planetas.» También le atribuye «doctrinas sobre las suertes y la octátopos (esquema de ocho casas, en lugar de doce)».